# Тремела звивиста
Тремела звивиста, тремела оранжева (Tremella mesenterica) — гелевий грибок родини тремелові. Сучасну біномінальну назву надано у 1769 році.

## Назва
В англійській мові має назву «відьмацьке масло» (англ. witches butter). Біномінальна назва виду «mesenterica» походить з від грецького слова μεσεντεριον «середня кишка» через схожість гриба з кишкою.
З грецької Tremo — «труситися». Плодові тіла гриба при дотику дрижать. В Європі тремелу звивисту називають золотим грибом, жовтим мозком.

## Будова
Гриб має округлі плодові тіла, діаметром 2-4 см, з звивистими складками, мозкоподібні, золотисто-жовтого кольору. Спори яйцеподібні, 12-15х8-12 мкм, з одного боку плоскуваті. Споровий порошок білого кольору. 
Золотаво-оранжевий гриб має плодове тіло, що розм'якає у вологих умовах та стає твердим, коли висихає.

## Поширення та середовище існування
Зазвичай росте на гниючій деревині, особливо утесника, як паразит на грибках роду Peniophora. Зустрічається в Європі, Північній та Південній Америці, Африці, Азії, Австралії. Росте в Україні, на гілках листяних дерев, часто на клені, грабі. З'являється будь-якої пори року.

## Практичне використання
Це зазвичай неїстівний гриб, хоча він може використовуватися в супах або використовуватися як заміна грибку «Юдине вухо» (Auricularia auricula-judae). Його близький родич, сніжний гриб (T. fuciformis), використовується в китайській кухні, а масло T. mesenterica може використовуватися як заміна масла сніжного грибка.

## Цікаві факти
Тремела звивиста здатна синтезувати  полісахариди. Які мають біологічну активність та імуностимулюючу, протизапальну, антидіабетичну дії, можуть захищати від радіації та протиалергічні і гепатопротекторні властивості. Тремела має здатність розкладати деревину, насамперед лігнін.  

## Галерея

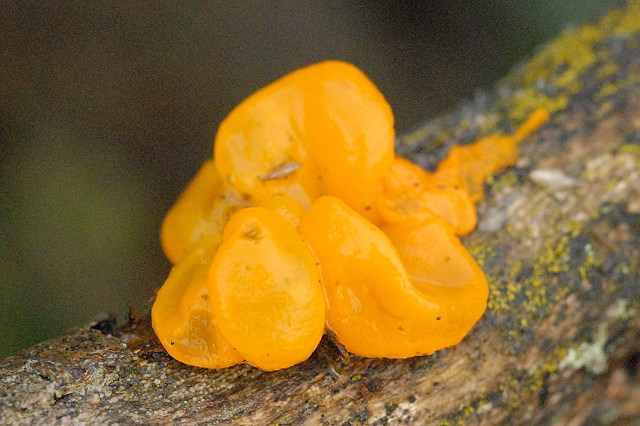
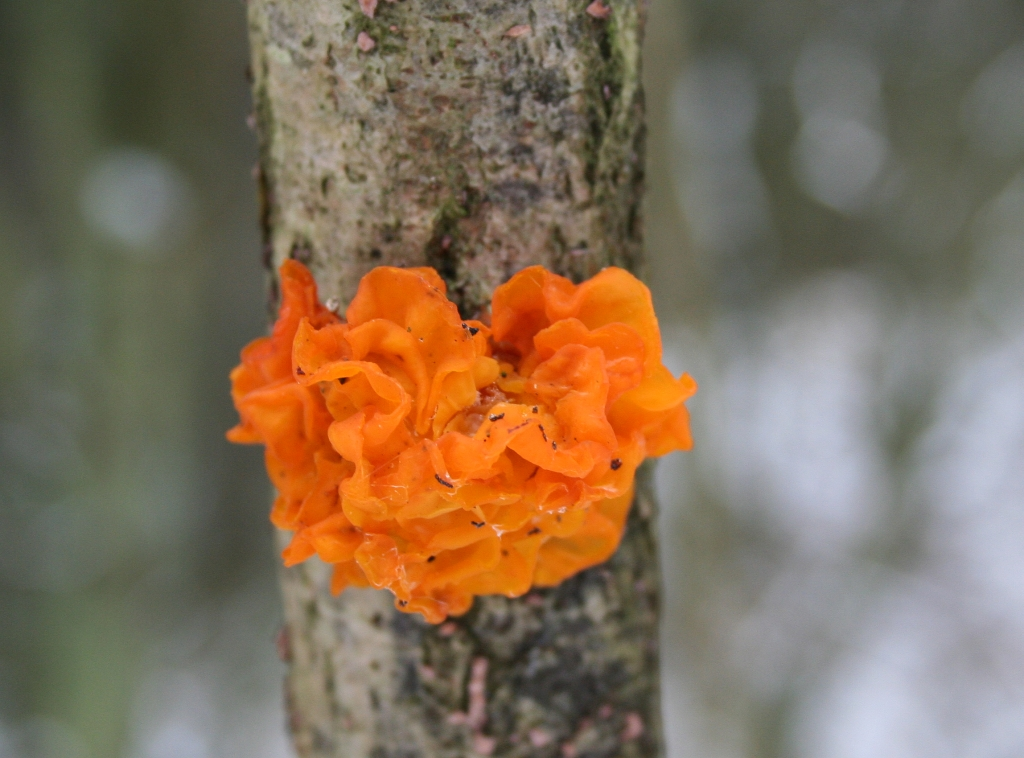
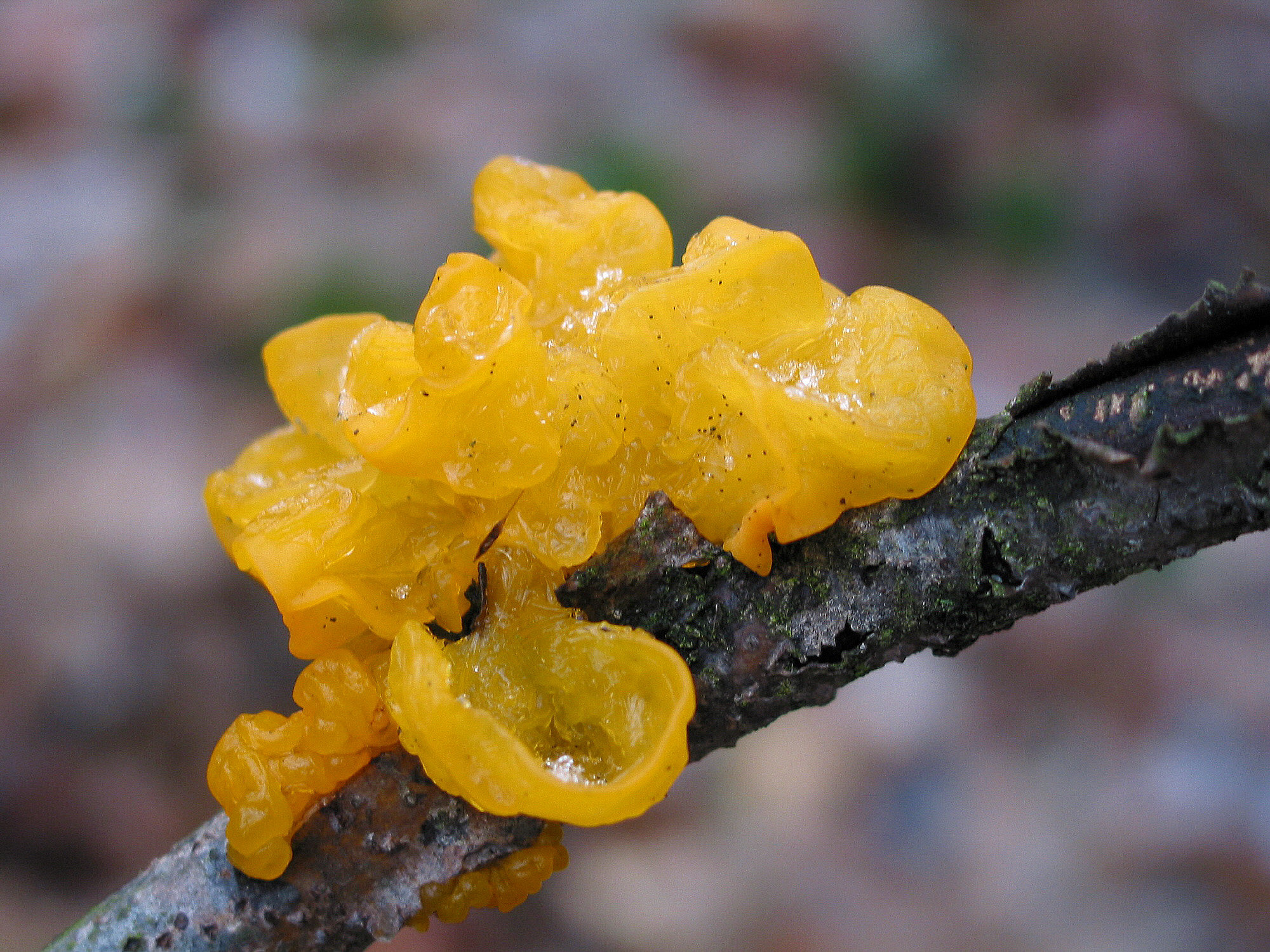